# 블라다스 체슈나스
블라디슬로바스 "블라다스" 체슈나스(리투아니아어: Vladislovas "Vladas" Česiūnas, 러시아어: Вла́диславас "Вла́дас" Адо́льфович Чесюнас 블라디슬라바스 "블라다스" 아돌포비치 체슈나스[*], 1940년 3월 15일 ~ 2023년 1월 16일)는 소련과 리투아니아의 카누 선수이다. 그는 선수 경력 동안 올림픽에서 1개의 금메달을 획득했고 ICF 세계 카누 스프린트 선수권 대회에서 6개의 메달을 획득했다. 

## 스포츠 경력
체시우나스는 1972년 뮌헨 올림픽 C-2 1000m에서 유리 로바노프와 함께 금메달을 땄다. 그는 세계 선수권 대회에서 4개의 금메달을 땄다. 